# .nr
.nr este un domeniu de internet de nivel superior, pentru Nauru (ccTLD).